# Amphoe Chana
Amphoe Chana (thailändisch อำเภอ จะนะ, malaiisch Chenok) ist ein  Landkreis (Amphoe – Verwaltungs-Distrikt) im Südosten der Provinz Songkhla. Die Provinz Songkhla liegt in der Südregion von Thailand an der Küste zum Golf von Thailand.

## Geographie
Benachbarte Distrikte und Gebiete (von Osten im Uhrzeigersinn): die Amphoe Thepha, Na Thawi, Sadao, Hat Yai, Na Mom und Mueang Songkhla. Alle Amphoe liegen in der  Provinz Songkhla. Im Nordosten liegt der Golf von Thailand.

## Geschichte
Ursprünglich war der heutige Landkreis Chana zusammen mit Palian, Thepha und Songkhla eine der vier Mueang, die Mueang Phatthalung untergeordnet waren. Als Songkhla von Phatthalung abgetrennt und Bangkok zugeordnet wurde, wurde Chana Songkhla zugesprochen.
1917 wurde der Bezirk in Ban Na nach dem zentralen Tambon umbenannt.
Im Jahr 1924 wurde der Name von der Regierung in Chana geändert, um Verwechslungen mit dem Amphoe Ban Na San in der Provinz Surat Thani zu vermeiden.

## Verwaltung

### Provinzverwaltung
Amphoe Singhanakhon ist in 14 Unterbezirke (Tambon) eingeteilt, welche weiter in 138 Dorfgemeinschaften (Muban) unterteilt sind.
| Nr. | Name            | Thai       | Muban | Einw.  |
| --- | --------------- | ---------- | ----- | ------ |
| 01. | Ban Na          | บ้านนา      | 10    | 15.705 |
| 02. | Pa Ching        | ป่าชิง       | 09    | 04.818 |
| 03. | Saphan Mai Kaen | สะพานไม้แก่น | 08    | 06.405 |
| 04. | Sakom           | สะกอม      | 09    | 08.191 |
| 05. | Na Wa           | นาหว้า      | 12    | 07.550 |
| 06. | Na Thap         | นาทับ       | 14    | 12.628 |
| 07. | Nam Khao        | น้ำขาว      | 11    | 03.810 |
| 08. | Khun Tat Wai    | ขุนตัดหวาย   | 09    | 03.035 |
| 09. | Tha Mo Sai      | ท่าหมอไทร   | 11    | 06.552 |
| 10. | Chanong         | จะโหนง     | 11    | 07.604 |
| 11. | Khu             | คู          | 09    | 06.250 |
| 12. | Khae            | แค         | 07    | 04.244 |
| 13. | Khlong Pia      | คลองเปียะ   | 10    | 05.482 |
| 14. | Taling Chan     | ตลิ่งชัน      | 08    | 09.735 |

### Lokalverwaltung
Es gibt drei Kleinstädte (Thesaban Tambon) im Landkreis:
- Chana (เทศบาลตำบลจะนะ) besteht aus Teilen des Tambon  Ban Na.
- Ban Na (เทศบาลตำบลบ้านนา) besteht aus weiteren Teilen des Tambon Ban Na.
- Na Thap (เทศบาลตำบลนาทับ) besteht aus dem ganzen Tambon Na Thap.

Außerdem gibt es 12 „Tambon-Verwaltungsorganisationen“ (TAO, องค์การบริหารส่วนตำบล) für die Tambon im Landkreis, die zu keiner Stadt gehören.